# Elsa Beata Bunge
Elsa Beata Bunge, född Wrede af Elimä 18 april 1734 på Peippola, död 24 januari 1819 på Beateberg i Rö socken, var en svensk grevinna, författare och botaniker. 

## Biografi
Elsa Beata Bunge var dotter till riksrådet friherre Fabian Wrede av ätten Wrede af Elimä och Katarina Charlotta Sparre (1687–1759) och från 1761 gift med riksrådet greve Sven Bunge. Hon var stiftsjungfru före sitt giftermål. Hon var mor till Mårten Bunge (1764–1815).
Bunge var amatörbotaniker och hade växthus på sitt gods Beateberg. Hon hade från 1780 och framåt en del kontakt med Vetenskapsakademien, där maken var ledamot, diskuterade botanik och rapporterade upptäckter och resultat av sina experiment. Hon brevväxlade även med Carl von Linné. Bunge publicerade år 1806 den botaniska utgåvan Om vinrankors beskaffenhet efter sjelfva naturens anvisningar med tabeller.
Som person väckte hon uppmärksamhet därför att hon klädde sig som en man, med undantag av en kjol; under Gustav III:s tid lade kungen märke till henne på Operan och blev så nyfiken på hennes ovanliga klädsel att han sände bud som frågade vem hon var. Hon svarade: "Hälsa Hans Majestät att jag är dotter av riksrådet Fabian Wrede samt gift med riksrådet Sven Bunge".
Elsa Beata Bunge ska ha varit författaren bakom smädeskriften Kom kära Armod lät oss vandra, riktad mot kammarherre Conrad Lohe.